# Estuari de l'Anàdir

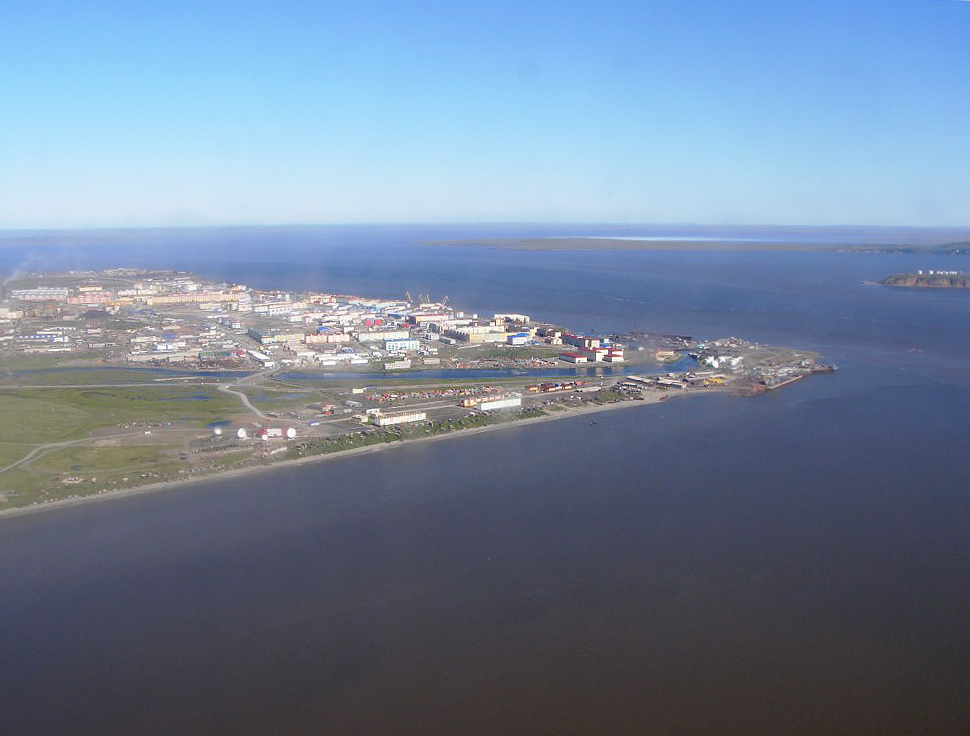
Vista aèria de la ciutat d'Anàdir, en el promontori que separa la badia exterior de la interior de l'estuari.

L'estuari de l'Anàdir (en rus: Анадырский Лиман) és un profund estuari o liman localitzat a la costa nord-oriental de Sibèria, al fons del golf de l'Anàdir, pertanyent al districte autònom de Txukotka de la Federació Russa.
L'estuari de l'Anàdir es divideix en tres parts:
- La badia exterior, que rep el riu Tretia (la seva boca és l'osca a la riba sud) i que té la ribera sud poc profunda.
- La badia interior, anomenada badia d'Onemen (Онемен), que rep al riu Velíkaia, 556 km a través d'una estreta badia al sud-oest. Està badia interior està separada de la exterior per un promontori, en el qual està emplaçada a la punta la ciutat d'Anàdir (11.600 hab. el 2007). El riu Anàdir (1146 km) entra en aquesta badia interior des de l'oest de la ciutat.
- Una sèrie de llacs que formen la boca del riu Kantxalan (426 km), situats a nord del promontori que separa les dues badies anteriors.

## Geografia
És anomenat un liman perquè és separat des del golf de l'Anàdir per la barra Russkaia Koshka al nord i una altra barra (Punta Geka) al sud.
El liman està dividit a tres parts. La badia exterior rep el Riu Tretia (la seva boca és l'osca en la riba del sud). La part del sud de la badia exterior és superficial. La badia interior és anomenada Badia d'Onemen i rep el Velíkaia a través d'una badia estreta en el sud-oest. Són separats per un promontori, amb la ciutat de Anàdir a la seva punta. Cap al nord del promontori és una sèrie de llacs què formen la boca del Riu Kantxalan. El Riu Anàdir entra la badia interior des de l'oest.

### Fauna
En les aigües del liman es troba el salmó rosa, el salmó keta, la clupea, alguns peixos pertanyents al gènere Eleginus, a la família Osmeridae (Osmerus mordax dentex i Osmerus eperlanus) i a la família Gobiidae.